# Grande Mosquée de Sanaa
La Grande Mosquée de Sanaa (en arabe : الجامع الكبير بصنعاء) est une mosquée située à Sanaa, capitale du Yémen.
Situé à l'est de l'ancien site du palais Ghumdan (en), le bâtiment datant du VIIe siècle est inscrit àu patrimoine mondial de l'Unesco « Vieille ville de Sanaa », qui comprend le centre historique de la ville.
Selon l'histoire islamique, les murs les plus anciens de la mosquée ont été construits du vivant du prophète Mahomet. Le bâtiment a subi plusieurs rénovations au cours des siècles suivants. Les manuscrits de Sanaa y ont été découverts lors de la restauration de 1972.